# Dead Mount Death Play
Dead Mount Death Play (デッドマウント・デスプレイ, Deddomaunto desupurei) est un seinen manga scénarisé par Ryohgo Narita et dessiné par Shinta Fujimoto, prépublié dans le magazine Young Gangan depuis octobre 2017 et publié par l'éditeur Square Enix en volumes reliés avec un premier tome sorti le avril 2018 et compte 11 tomes en avril 2023. La version française est éditée par Ki-oon avec un premier volume sorti en mars 2019.
Une adaptation en série télévisée d'animation produite par Geek Toys est diffusée en deux parties, la première entre avril et juin 2023 et la deuxième entre octobre et décembre 2023.

## Personnages
Polka Shinoyama (四乃山 ポルカ, Shinoyama Poruka)
Voix japonaise : Yuki Sakakihara, voix française : Pierre Le Bec
Misaki Sakimiya (崎宮 ミサキ, Sakimiya Misaki)
Voix japonaise : Inori Minase, voix française : Marie Du Bled
Takumi Kuruya (繰屋 匠, Kuruya Takumi)
Voix japonaise : Yūma Uchida (en), voix française : Olivier Premel
Tsubaki Iwanome (岩野目 ツバキ, Iwanome Tsubaki)
Voix japonaise : Takuya Eguchi, voix française : David Manet
Gōzaburō Arase (荒瀬 耿三郎, Arase Gōzaburō)
Voix japonaise : Nobuhiko Okamoto, voix française : Arthur Dubois
Lisa Kuraki (倉木 リサ, Kuraki Risa)
Voix japonaise : Atsumi Tanezaki, voix française : Nancy Philippot
Koyū Azuma (雷 小幽, Azuma Koyū)
Voix japonaise : Misato Fukuen
Rozan Shinoyama (四乃山 呂算, Shinoyama Rozan)
Voix japonaise : Kazuhiro Yamaji (en), voix française : Michel Hinderyckx
Saya Shinoyama (四乃山 小夜, Shinoyama Saya)
Voix japonaise : Yō Taichi (en)
Izuna Ajishiro (阿字城 イズナ, Ajishiro Izuna)
Voix japonaise : Rumi Okubo (en), voix française : Sophie Landresse
Furuto Ichinose (一ノ瀬 古瑠斗, Ichinose Furuto)
Voix japonaise : Ikumi Hasegawa (en), voix française : Marie Braam
Saki Aikawa (合川 咲姫, Aikawa Saki)
Voix japonaise : Haruka Shiraishi (en)
Kuon Higuro (氷黒久遠, Higuro Kuon)
Voix japonaise : Yoshimasa Hosoya (en)
Arius Sabaramond (アリウス・サバラモンド, Ariusu Sabaramondo)
Voix japonaise : Ayumu Murase
Taigai (太貝)
Voix japonaise : Hiroya Egashira
Yomogi (蓬)
Voix japonaise : Serika Hiromatsu

## Médias

### Manga
Scénarisé par Ryohgo Narita et illustré par Shinta Fujimoto, Dead Mount Death Play commence sa prépublication dans le magazine Young Gangan le 20 octobre 2017. La série est publiée par l'éditeur Square Enix au format tankōbon avec un premier tome sorti le 25 avril 2018 et compte 11 tomes le 25 novembre 2023. La version anglaise est publiée par Yen Press simultanément à la sortie japonaise. La version française est publiée par Ki-oon avec un premier volume sorti le 21 mars 2019.

#### Liste des volumes
| no | Japonais         | Japonais          | Français        | Français          |
| no | Date de sortie   | ISBN              | Date de sortie  | ISBN              |
| --- | ---------------- | ----------------- | --------------- | ----------------- |
| 1 | 25 avril 2018    | 978-4-75-755700-0 | 21 mars 2019    | 979-10-327-0443-1 |
| 2 | 24 novembre 2018 | 978-4-75-755922-6 | 9 mai 2019      | 979-10-327-0442-4 |
| 3 | 25 avril 2019    | 978-4-75-756103-8 | 29 août 2019    | 979-10-327-0441-7 |
| 4 | 25 novembre 2019 | 978-4-75-756401-5 | 19 mars 2020    | 979-10-327-0597-1 |
| 5 | 25 avril 2020    | 978-4-75-756623-1 | 13 août 2020    | 979-10-327-0649-7 |
| 6 | 25 novembre 2020 | 978-4-75-756960-7 | 18 mars 2021    | 979-10-327-0765-4 |
| 7 | 24 avril 2021    | 978-4-75-757214-0 | 20 janvier 2022 | 979-10-327-1087-6 |
| 8 | 25 novembre 2021 | 978-4-75-757595-0 | 16 juin 2022    | 979-10-327-1141-5 |
| 9 | 25 avril 2022    | 978-4-75-757891-3 | 20 octobre 2022 | 979-10-327-1249-8 |
| 10 | 25 novembre 2022 | 978-4-75-758269-9 | 6 avril 2023    | 979-10-327-1292-4 |
| 11 | 25 avril 2023    | 978-4-75-758496-9 | 7 décembre 2023 | 979-10-327-1389-1 |
| 12 | 25 novembre 2023 | 978-4-75-758880-6 |                 |                   |
| Au Japon, le tome 12 est également sorti en édition spéciale le 25 novembre 2023 (ISBN 978-4-75-758881-3) |                  |                   |                 |                   |

### Série d'animation

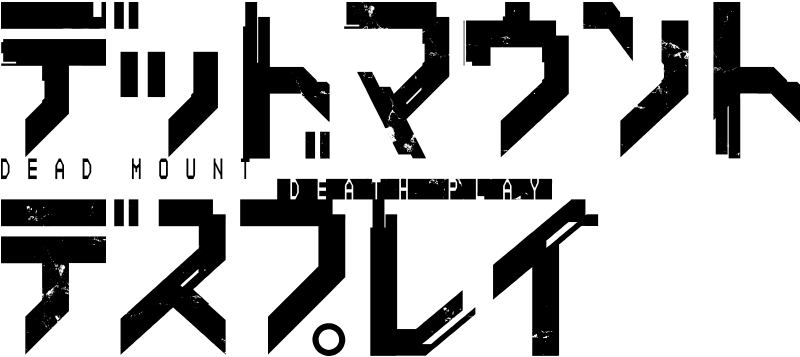
Logo original de lanime.

Un anime sous forme d'une série télévisée est annoncé le 1er novembre 2022. La série est produite par Geek Toys et réalisée par Manabu Ono, avec Takaharu Ōkuma comme assistant à la réalisation, Yoshiki Kitai à la sous-réalisation, un scénario écrit par Ono, Yukie Sugawara et Yoriko Tomita, un character designs de Hisashi Abe et une musique composée par F.M.F, un groupe composé de Yūki Nara, Eba et Kana Utatane. La série est diffusée en deux parties, la première entre le 11 avril et le 27 juin 2023 sur Tokyo MX et d'autres chaines,. la seconde partie est diffusée entre le 1er octobre 2023 et le 25 décembre 2023avec Yoshihiro Satsuma remplaçant Ono à la réalisation.
Le générique d'ouverture est Nero (ネロ) de Hiiragi Kirai, chanté par Sou, et le générique de fin est Iolite (アイオライト) de Inori Minase. Lors de l'Anime NYC (en) 2022, Crunchyroll annonce avoir acquis les droits de diffusion de la série. Medialink (en) récupère les droits pour l'Asie du Pacifique (sauf l'Australie et la Nouvelle-Zélande)  et diffuse la série sur sa chaîne YouTube Ani-One Asia.

#### Liste des épisodes
| No | Titre de l’épisode en français | Titre original de l’épisode                                 | Date de 1re diffusion |
| -- | ------------------------------ | ----------------------------------------------------------- | --------------------- |
| 1  | Réincarnation                  | The Reincarnation－転生－ The Reincarnation－Tensei         | 11 avril 2023         |
| 2  | Nouveau monde                  | The New World－異世界－ The New World－Isekai               | 18 avril 2023         |
| 3  | Le nécromancien                | The Necromancer－死霊術士－ The Necromancer－Shiryōjutsushi | 25 avril 2023         |
| 4  | Chien enragé                   | The Mad Dog－狂犬－ The Mad Dog－Kyōken                     | 2 mai 2023            |
| 5  | Le monstre                     | The Monster－怪物－ The Monster－Kaibutsu                   | 9 mai 2023            |
| 6  | Le pyromane                    | The Firestarter－火吹き蟲－ The Firestarter－Hifukimushi    | 16 mai 2023           |
| 7  | Le magicien                    | The Magician－奇術師－ The Magician－Kijutsushi             | 23 mai 2023           |
| 8  | L'assassin                     | The Assassin－暗殺者 The Assassin－Ansatsusha               | 30 mai 2023           |
| 9  | Indications                    | The Signpost－道標－ The Signpost－Dōhyō                    | 6 juin 2023           |
| 10 | Le blason                      | The Emblem－国章－ The Emblem－Kuni Akira                   | 13 juin 2023          |
| 11 | Le commencement                | The Beginning－始動－ The Beginning－Shidō                  | 20 juin 2023          |
| 12 | Lieu saint                     | The Sacred Place－神殿－ The Sacred Place－Shinden          | 27 juin 2023          |
| 13 | Les intrus                     | The Invaders－侵入者－ The Invaders－Shin'nyūsha            | 10 octobre 2023       |
| 14 | Le cadavre                     | The Corpse－死体－ The Corpse－Shitai                       | 17 octobre 2023       |
| 15 | La vampire                     | The Vampire－吸血鬼－ The Vampire－Kyūketsuki               | 24 octobre 2023       |
| 16 | L'imposteur                    | The Fake－虚偽－ The Fake - kyogi                           | 31 octobre 2023       |
| 17 | La matriarche                  | The Matriarch－家長－ The Matriarch－Ienaga－               | 7 novembre 2023       |
| 18 | Vengeance                      | The Revenge－復讐－ The Revenge－Fukushū－                  | 14 novembre 2023      |
| 19 | Amis                           | The Friends－親友－ The Friends－Shin'yū－                  | 21 novembre 2023      |
| 20 | Les visiteurs                  | The Visitors－来訪者－ The Visitors－Raihōsha－             | 28 novembre 2023      |
| 21 | L'esprit                       | The Spirit－精霊－ The Spirit－Seirei－                     | 5 décembre 2023       |
| 22 | Karma                          | The Karma－宿縁－ The Karma－Shukuen－                      | 12 décembre 2023      |

### Série dérivée
Un roman dérivé, intitulé Dead Mount Death Play Garden et écrit par Narita, centré sur les origines de Solitaire, est publié sur Manga Up! en mai 2023.
Une adaptation en manga dessinée par Yata Sugami est prépubliée dans le magazine Manga Up! depuis novembre 2023. Le premier volume est publié par Square Enix le 25 avril 2024.

## Accueil
Rebecca Silverman, Amy McNulty et Teresa Navarro d'Anime News Network louent l'aspect artistique, l'histoire et les personnages de l'œuvre tout en critiquant l'aspect fan service.
La série se place 20e du Next Manga Awards 2020 dans la catégorie manga imprimé.